# Ministeri d'Absorció i Immigració d'Israel
El Ministeri d'Absorció i Immigració d'Israel està subordinat al gabinet israelià. L'actual ministre és Ze'ev Elkin del Likkud. En coordinació amb les autoritats locals, el Ministeri és responsable dels nous immigrants (Olim) durant tres setmanes després de la seva arribada. Això ajuda als olim a trobar treball i allotjament, aconsella sobre l'educació, la planificació i les qüestions socials, així com la creació dels beneficis de la "cistella d'immigrants" (així com exempcions fiscals, subvencions, etc.) També ocasionalment pot haver-hi un viceministre.

## Llista de Ministres
| Ministre            | Partit                | Governs               | Dates en el càrrec                              |
| ------------------- | --------------------- | --------------------- | ----------------------------------------------- |
| Haim-Moshe Shapira  | Front Religiós Unit   | Provisional, 1st, 2nd | 14 de maig de 1948 - 8 d'octubre de 1951        |
| Yigal Al·lon        | L'Alineació           | 13th, 14th            | 1 de juliol de 1968 - 15 de desembre de 1969    |
| Ximon Peres         | L'Alineació           | 15th                  | 22 de desembre de 1969 - 27 de juliol de 1970   |
| Natan Peled         | Not an MK ¹           | 15th                  | 27 de juliol de 1970 - 10 de març de 1974       |
| Shlomo Rosen        | Not an MK ¹           | 16th, 17th            | 10 de març de 1974 - 20 de juny de 1977         |
| David Levy          | Likkud                | 18th                  | 20 de juny de 1977 - 5 d'agost de 1981          |
| Aharon Abuhatzira   | Tami                  | 19th                  | 5 d'agost de 1981 - 4 de maig de 1982           |
| Aharon Uzan         | Tami                  | 19th, 20th            | 4 de maig de 1982 - 13 de setembre de 1984      |
| Ja'akov Tzur        | L'Alineació           | 21st, 22nd            | 13 de setembre de 1984 - 22 de desembre de 1988 |
| Yitzhak Peretz      | Xas                   | 23rd, 24th            | 22 de desembre de 1988 - 13 de juliol de 1992   |
| Yair Tzaban         | Nou Moviment - Mérets | 25th, 26th            | 13 de juliol de 1992 - 18 de juny de 1996       |
| Yuli-Yoel Edelstein | Israel ba-Aliyà       | 27th                  | 18 de juny de 1996 - 6 de juliol de 1999        |
| Ehud Barak ²        | Un Israel             | 28th                  | 6 de juliol de 1999 - 5 d'agost de 1999         |
| Yuli Tamir          | Un Israel             | 28th                  | 5 d'agost de 1999 - 7 de març de 2001           |
| Ariel Xaron ²       | Likkud                | 29th                  | 7 de març de 2001 - 28 de febrer de 2003        |
| Tzipi Livni         | Likkud, Kadima        | 30th                  | 28 de febrer de 2003 - 4 de maig de 2006        |
| Ze'ev Boim          | Kadima                | 31st                  | 4 de maig de 2006 - 4 de juliol de 2007         |
| Yaakov Edri         | Kadima                | 31st                  | 4 de juliol de 2007 - 14 de juliol de 2008      |
| Eli Aflalo          | Kadima                | 31st                  | 14 de juliol de 2008 - 31 de març de 2009       |
| Sofa Landver        | Israel Beitenu        | 32nd                  | 31 de març de 2009 - 14 de maig de 2015         |
| Ze'ev Elkin         | Likkud                | 33nd                  | 14 de maig de 2015 - En el càrrec               |

### Viceministres
| Ministre            | Partit          | Governs    | Dates en el càrrec      |
| ------------------- | --------------- | ---------- | ----------------------- |
| Aryeh Eliav         | L'Alineació     | 13th, 14th | 12/8/1968 - 15/12/1969  |
| Shlomo Rosen        | L'Alineació     | 15th       | 20/11/1972 - 10/3/1974  |
| Aharon Uzan         | Tami            | 19th       | 11/8/1981 - 4/5/1982    |
| Marina Solodkin     | Israel ba-Aliyà | 28th       | 5/8/1999 - 11/7/2000    |
| Yuli-Yoel Edelstein | Israel ba-Aliyà | 29th       | 7/3/2001 - 28/2/2003    |
| Marina Solodkin     | Kadima          | 30th       | 30/03/2005 - 04/05/2006 |